# Boturići (Czarnogóra)
Boturići (cyr. Ботурићи) – wieś w Czarnogórze, w gminie Bijelo Polje. W 2011 roku liczyła 122 mieszkańców.